# Rayton
Rayton est une ville d'Afrique du Sud, dans la province du Gauteng.
La population était de 8 166 habitants en 2011.